# Paruroctonus surensis
Espèce
Paruroctonus surensis est une espèce de scorpions de la famille des Vaejovidae.

## Distribution
Cette espèce est endémique de Basse-Californie du Sud au Mexique. Elle se rencontre vers Guerrero Negro.

## Habitat
Cette espèce se rencontre dans le désert de Vizcaíno.

## Description
Le mâle holotype mesure 32,9 mm et la femelle paratype 35,3 mm.

## Étymologie
Son nom d'espèce, composé de sur et du suffixe latin -ensis, « qui vit dans, qui habite », lui a été donné en référence au lieu de sa découverte, la Basse-Californie du Sud.

## Publication originale
- Williams, 1980 : « Scorpions of Baja California, Mexico, and adjacent islands. » Occasional Papers California Academy of Sciences, no 135, p. 1-127 (texte intégral).